# Линдсей, Руби
Руби Линдсей (англ. Ruby Lindsay, иногда фамилия указывалась как Lind; 1885—1919) — австралийская художница и иллюстратор.

## Биография
Родилась 20 марта 1885 года в городе Creswick австралийского штата Виктория. Была седьмым ребёнком в семье Robert Lindsay и его жены Jane . В числе её братьев: Норман (1879—1969) — художник, гравер и скульптор, а также Перси (1870—1952) — художник и иллюстратор.
В шестнадцать лет уехала из дома в Мельбурн, где жила у своего брата Перси и обучалась в художественной школе National Gallery of Victoria School. Впоследствии рисовала для журналов Hawklet и The Bulletin, работала иллюстратором искусствоведа Уильяма Мура для его работы Studio Sketches (1906) и создавала плакаты.
30 сентября 1909 года она вышла замуж за художника и иллюстратора Уильяма Дайсона. Вместе с мужем и братом Норманом поехала в Лондон. В Англии она продолжила заниматься книжными иллюстрациями, особенно детских книг. 11 сентября 1911 года у неё родилась дочь Элизабет.
В 1912 году Руби Линдсей готовила иллюстрации к книге Epigrams of Eve американской журналистки Sophie Irene Loeb. После Первой мировой войны некоторое время провела у родственников в Ирландии.
Умерла от эпидемии гриппа 12 марта 1919 года в Челси, Лондон, была похоронена на лондонском кладбище Hendon Cemetery. На надгробии она обозначена как Руби Линд (Ruby Lind). Позже рядом с ней был похоронен её муж.